# Kaiserin Elisabeth-Bahn

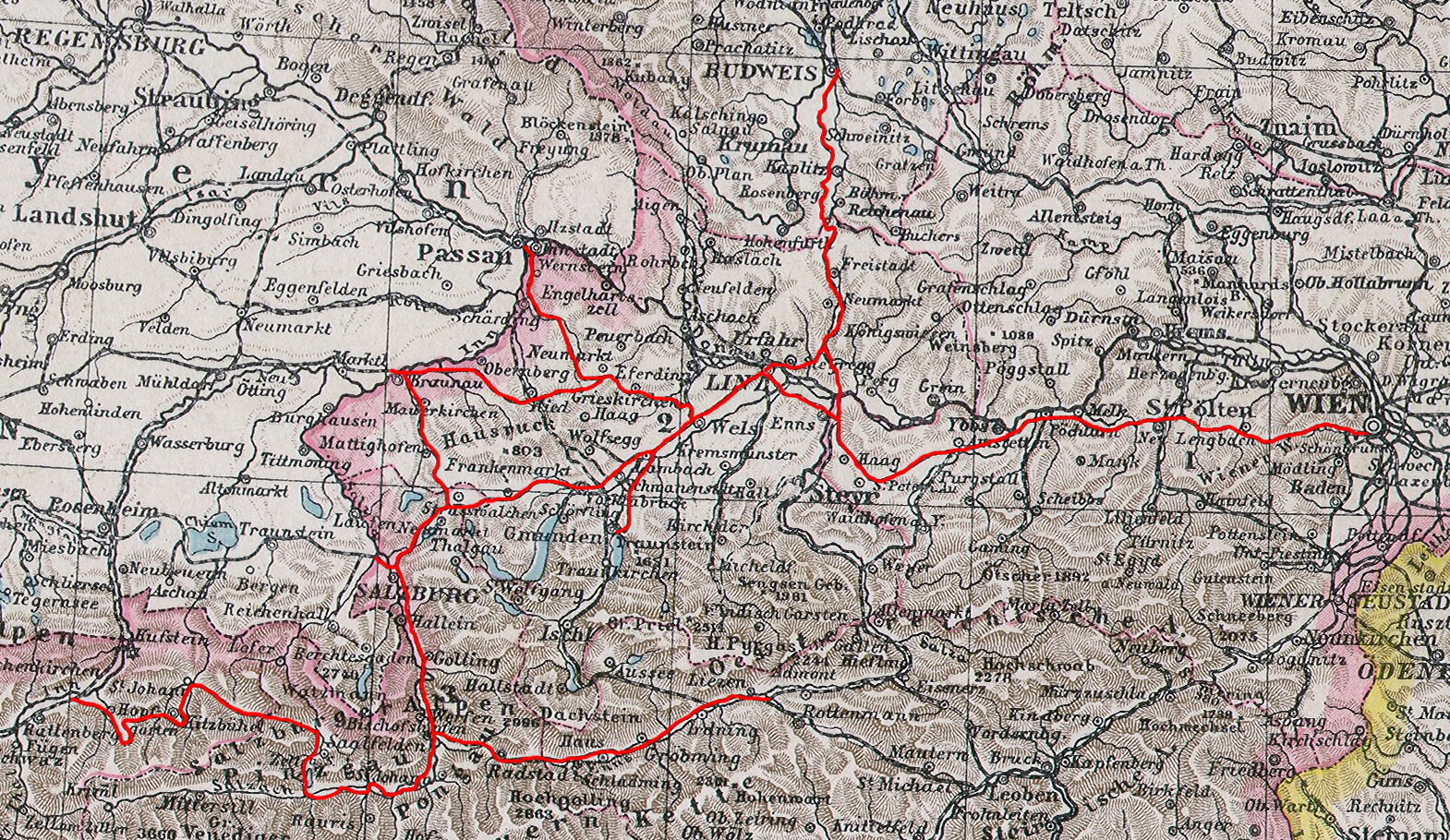
Das Streckennetz der k.k. priv. Kaiserin-Elisabeth-Bahn

Die k.k. privilegierte Kaiserin Elisabeth-Bahn (KEB) war eine Eisenbahngesellschaft in Österreich. Die Hauptstrecke der Gesellschaft war die Bahnstrecke Wien–Salzburg mit der abzweigenden Verbindung Wels–Passau. 1884 wurde die Gesellschaft verstaatlicht.

## Geschichte

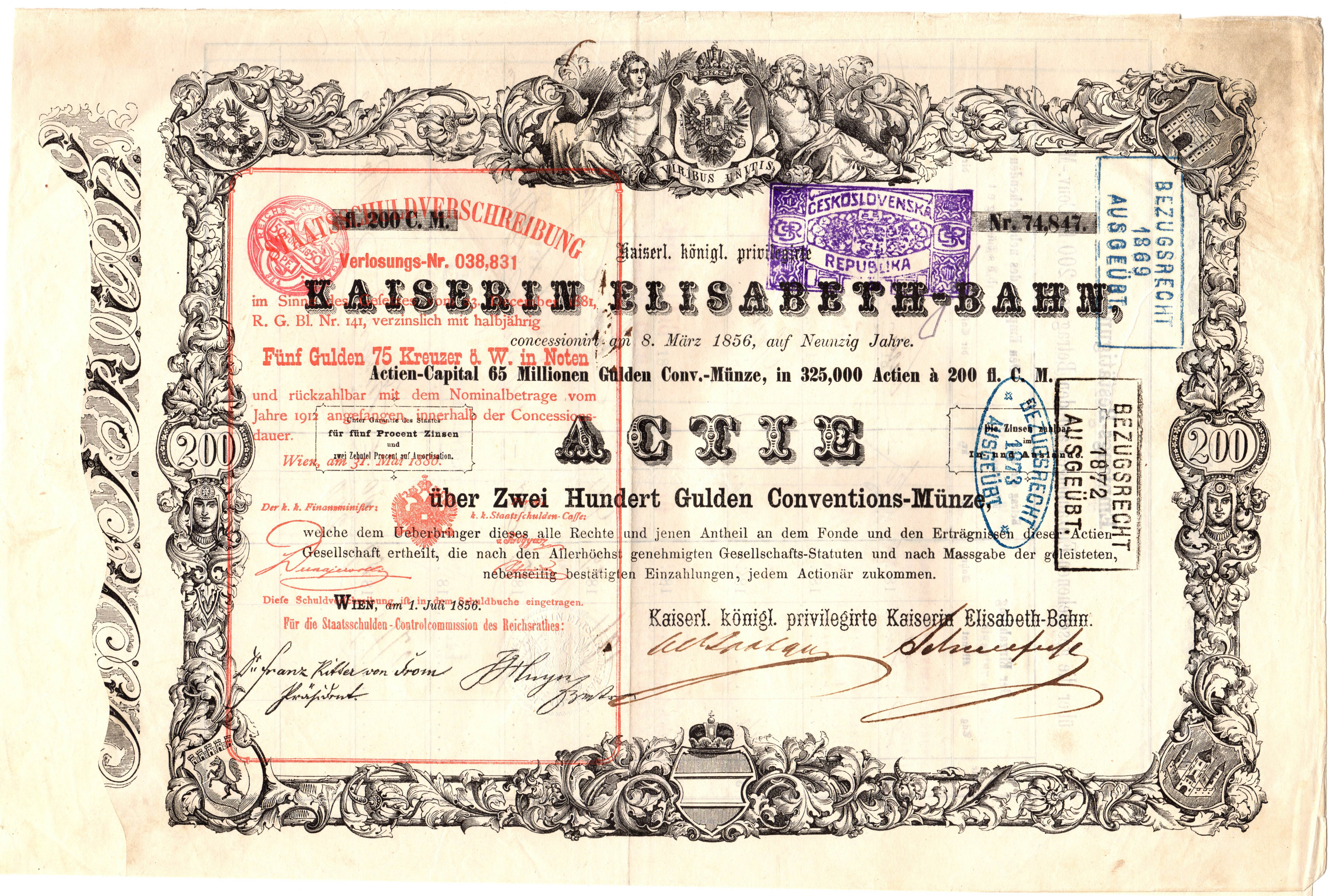
Aktie über 200 Gulden der Kaiserin-Elisabeth-Bahn vom 1. Juli 1856 mit bemerkenswertem Stempel „Československá Republika“

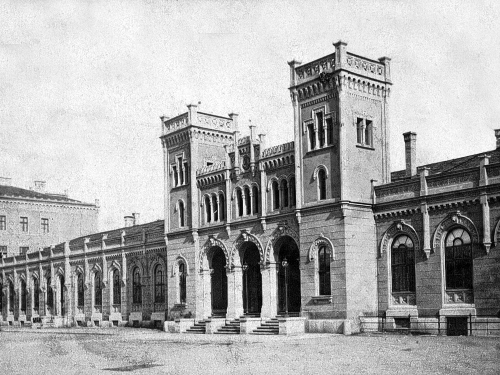
Der Linzer Bahnhof der Kaiserin-Elisabeth-Bahn

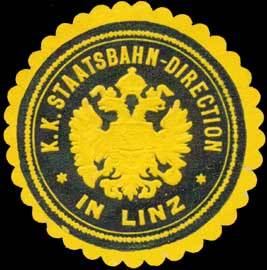
Siegelmarke K.K. Staatsbahn-Direction in Linz

Am 21. Juni 1851 hatten Österreich und Bayern mit einem Staatsvertrag die Errichtung von Eisenbahnen zwischen beiden Ländern beschlossen. Vereinbart wurden die Strecken von München über Salzburg nach Wien, von Rosenheim über Kufstein nach Innsbruck und die Fortführung der von Nürnberg kommenden Strecke über Regensburg nach Linz. Darüber hinaus enthielt der Vertrag auch den Bau der Brennerbahn zum Anschluss an die Lombardisch-venetianischen Eisenbahnen von Bozen nach Verona. Die Fertigstellung aller Linien war bis zum 1. März 1858 vorgesehen.
Die ursprünglich vorgesehene Strecke von Salzburg nach Bruck an der Mur wurde schon kurz nach Abschluss der Planung im September 1852 als „zu den schwierigeren und kostspieligeren Linien in Europa“ gezählt. Zunächst sah man die hohen Kosten zwar als gerechtfertigt an, entschied jedoch bereits im November 1852, den Bau wegen der großen Schwierigkeiten und Kosten aufzugeben.
Schließlich wurde eine direkte Streckenführung von Salzburg nach Linz projektiert. Der Unternehmer Hermann Dietrich Lindheim beauftragte den Oberinspektor Karl Keissler, ein Projekt für eine Westbahn von Wien über Linz nach Salzburg auszuarbeiten, und erhielt dafür am 19. Oktober 1854 eine Vorkonzession. Keissler war später Direktor der zunächst privat betriebenen Kaiserin Elisabethbahn. Für die Finanzierung gründete Lindheim gemeinsam mit dem Hamburger Unternehmer Ernst Merck ein Konsortium, dem neben der Creditanstalt und dem Bankier Salomon Rothschild mehrere private Investoren angehörten. Dieses Konsortium wurde am 22. Juni 1856 als Aktiengesellschaft verankert.
Am 21. April 1856 wurde ein zweiter Staatsvertrag mit Bayern abgeschlossen, der die Linie Salzburg-Wien festschrieb. Längstens innerhalb eines Zeitraumes von fünf Jahren … vom Tage der Auswechselung der Ratificationen gerechnet sollte die Strecke nun in Betrieb gehen. Die Zweigbahn von Passau nach Linz sollte binnen sieben Jahren fertiggestellt werden.
Am 8. März 1856 verlieh die österreichische Regierung die Konzession für diese Linien an die Kaiserin-Elisabeth-Bahn. In der Konzession wurde eine Privilegiumsdauer von 90 Jahren und die staatliche Gewährleistung einer jährlichen Annuität von 52/10% zur 5 %igen Verzinsung und Tilgung des Anlagekapitals ausgesprochen.
Am 12. August 1860 wurde die gesamte Strecke Wien–Linz–Salzburg dem Verkehr übergeben. Die Zweigbahn Wels–Passau war am 1. September 1861 fertiggestellt. Im selben Jahr wurde Friedrich Schey von Koromla Direktor der Kaiserin-Elisabeth-Bahn.
Die feierliche Eröffnung der k.k. priv. Kaiserin Elisabeth-Bahn fand in Salzburg am 12. August 1860 im Beisein von Kaiser Franz Joseph und König Maximilian II. von Bayern statt, die mit jeweiligen Hofzügen von den entgegengesetzten Richtungen kommend gleichzeitig in Salzburg eintrafen.
Aus Anlass der Eröffnung des Bahnverkehrs zwischen den Städten Wien und München wurde am 15. August 1860 im Wiener k. k. Augarten ein großes Fest veranstaltet, an dem auch die ersten aus München in Wien eingetroffenen Gäste teilnahmen. Man hatte eine grandiose Feier vorbereitet und dazu ausnahmsweise den zum Hofärar gehörenden Augarten zur Benützung freigegeben. Neben der Strauss-Kapelle unter der Leitung von Josef Strauss spielten drei Militärmusikkapellen, überdies wirkte der Wiener Männergesangverein mit. Bei dieser Gelegenheit führte Josef Strauss (1827–1870) seine für dieses Fest komponierte Polka „Gruss an München“ op. 90 zum ersten Mal auf. Ob das anmutig-freundliche Werk an diesem Tage auch gewürdigt worden ist, darf bezweifelt werden. Denn das Fest verlief derart turbulent, dass die in Massen erschienenen Besucher den sorgfältig gepflegten Augarten so gründlich verwüsteten, dass für lange Zeit vom Obersthofmeisteramt kein Fest im Augarten mehr bewilligt wurde. Der Verleger Carl Haslinger beeilte sich, die Polka von Josef Strauss prompt herzustellen und auszuliefern. Die Klavierausgabe, auf deren Titelblatt die damals modernste Lokomotive auf die im Hintergrund sichtbare Silhouette von München zurast, wurde rechtzeitig zum Fest zum Verkauf fertig. In der Folge hatte die Polka das typische Schicksal einer Gelegenheitskomposition: sie wurde ebenso rasch vergessen wie der Anlass ihres Entstehens.
1857 gingen die als Pferdeeisenbahnen betriebenen Strecken Linz–Lambach–Gmunden und Linz–Budweis der k.k. privilegierten Ersten Eisenbahngesellschaft in das Eigentum der Kaiserin-Elisabeth-Bahn über. Diese Strecken mussten für den Lokomotivbetrieb umgespurt und teilweise neu trassiert werden.
Im Jahr 1884 wurde die Kaiserin-Elisabeth-Bahn verstaatlicht. Die Fahrzeuge und Strecken wurden ins Eigentum der k.k. Staatsbahnen (kkStB) überführt.
Heute ist die Westbahn zwischen Wien und Salzburg die wichtigste und höchstbelastete Eisenbahnstrecke in Österreich. Als Hochgeschwindigkeitsstrecke ist sie abschnittsweise viergleisig ausgebaut.

## Die Strecken
- Wien–Linz (* 15. Dezember 1858)

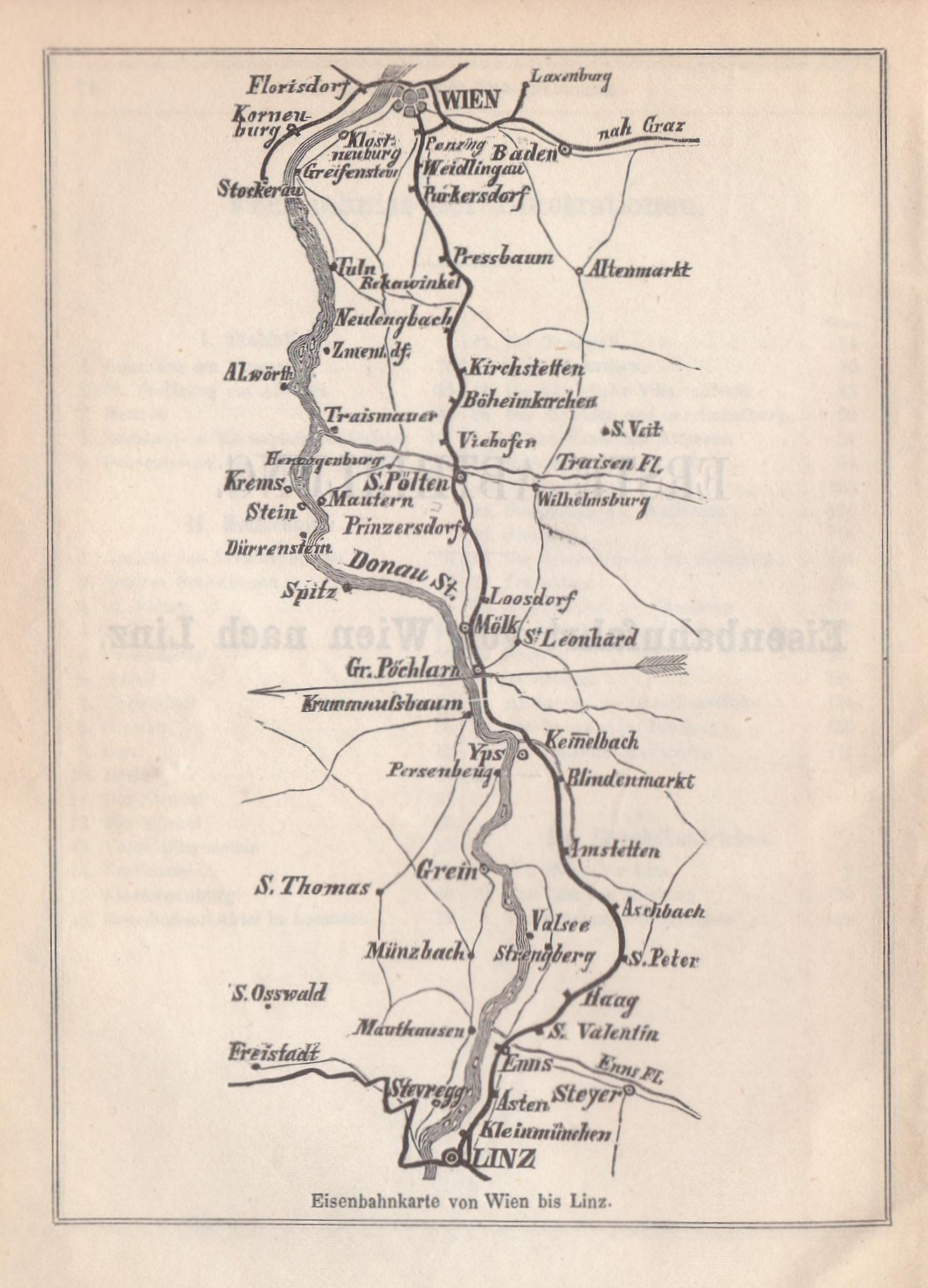
Eisenbahnkarte „Wien-Linz“ aus: Von Wien bis München

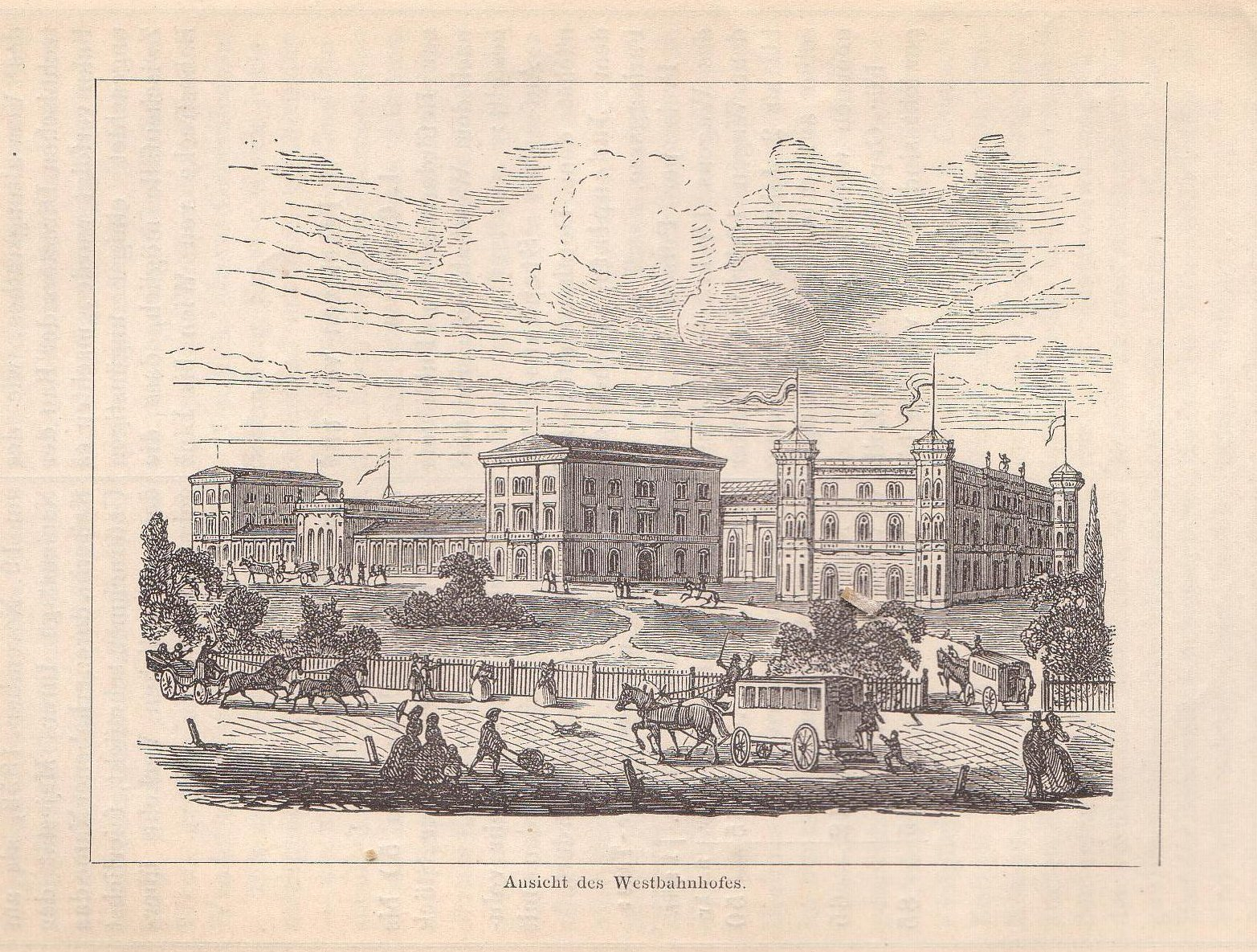
Wiener Westbahnhof aus: Lloyd’s Reiseführer Von Wien bis München, Triest 1861

- Linz–Salzburg–Reichsgrenze (* 12. August 1860)
- Wels–Passau (* 1. September 1861)
- Budweis–Linz–Gmunden (1. Oktober 1857 übernommen als Schmalspurstrecke)
- Linz–Lambach (* 1. September 1859 als Normalspurstrecke)
- Summerau–Budweis (* 1. Dezember 1871)
- St. Valentin–Summerau (* 6. November 1872)
- Linz–Gaisbach-Wartberg (* 20. Dezember 1873)
- Neumarkt-Kallham–Braunau am Inn (23. Oktober 1870 erworben, * 20. Dezember 1870)
- Braunau–Simbach (* 1. Juli 1871)
- Salzburg–Hallein (* 15. Juli 1871)
- Hallein–Bischofshofen–Wörgl (* 6. August 1875)
- Bischofshofen–Selzthal (* 6. August 1875)
- Penzing–St. Veit–Maxing–Hetzendorf (* 20. Dezember 1860)
- Maxing – Kaiser-Ebersdorf (* 1. Mai 1872)
- Hütteldorf–St. Veit (* 28. Juni 1883)

## Für Rechnung der Eigentümer betriebene Strecken
- Holzleithen–Thomasroith (* 23. Oktober 1877)
- Steindorf–Aching–Braunau (* 10. September 1873)

## Lokomotiven
| 0   |  | 5  | Sächsische Maschinenfabrik, Chemnitz                           | 1873             | C n2t | 61.01–05 |                                                                        |
| I   |  | 54 | Wiener Neustadt, StEG, Sigl/Wien, Werkstätte der KEB           | 1858–1859, 1863  | 1B n2 | 12.01–37 |                                                                        |
| II  |  | 30 | Wiener Neustadt, StEG                                          | 1869–1872        | 1B n2 | 21.01–30 |                                                                        |
| III |  | 35 | Wiener Neustadt, StEG, Sigl/Wien, Werkstätte der KEB           | 1860, 1862, 1866 | C n2  | 33.01–35 |                                                                        |
| IV  |  | 69 | Wr. Neustadt, StEG, Sigl/Wien, Werkstätte der KEB, Krauss/Linz | 1867–1884        | C n2  | 47.01–69 | Die Lokomotive FUSCH ist im Eisenbahnmuseum Strasshof museal erhalten. |
| V   |  | 24 | Sächsische Maschinenfabrik, Wiener Neustadt, Floridsdorf       | 1873–1875        | D n2  | 70.01–24 |                                                                        |
| L   |  | 5  | Wiener Neustadt                                                | 1880             | B n2t | 88.01–05 |                                                                        |

## Streckenbeschreibungen von 1859 und 1860
Eine detaillierte Beschreibung der beiden Strecken und ihrer jeweils nächsten Umgebung zum Zeitpunkt ihrer Eröffnung 1858 (Wien-Linz) und 1860 (Linz–Salzburg[–München]) lieferten die beiden vom Österreichischen Lloyd in Triest herausgegebenen, mit Streckenkarten und Ortsansichten illustrierten Reiseführer „Von Wien bis Linz. Reisehandbuch für alle Stationen der Kaiserin Elisabeth-Westbahn von Linz nach Wien nebst Donaufahrt von Linz bis Wien“ und „Von Wien bis München. Reisehandbuch für alle Stationen der Kaiserin Elisabeth-Westbahn und der k. bair. Staatsbahn nebst Donaufahrt von Passau bis Wien“.